# Simultane compositie XXIV
Simultane compositie XXIV is een schilderij van de Nederlandse schilder Theo van Doesburg in de Yale University Art Gallery in de Amerikaanse stad New Haven.

## Beschrijving
Het werk maakt deel uit van een groep van vijf schilderijen, die Van Doesburg aan het eind van zijn leven maakte en waarbij hij steeds twee composities naast of over elkaar heen schilderde. Hij noemde deze werken Simultane composities of Simultane contra-composities, waarbij de eerste groep geschilderd was volgens het orthogonaal stelsel en de tweede groep naast orthogonale lijnen ook diagonale lijnen bevat. Volgens Van Doesburg-auteur Gladys Fabre ontleende Van Doesburg dit idee aan een ontwerp voor een (niet-uitgevoerd) glas-in-loodraam voor de Raum der Abstrakten (Zaal voor abstracte kunst) in het Provinzialmuseum in Hannover (nu Niedersächsisches Landesmuseum Hannover). Vanwege de vorm van dit raam was Van Doesburg genoodzaakt zijn ontwerp in te passen in een al bestaande orthogonale vlakverdeling. Het schilderij Simultane compositie XXIV is gebaseerd op twee voorstudies die beide in het Kröller-Müller Museum worden bewaard. Van Doesburg rekende het werk tot het elementarisme.
|  |  |

## Titel en datering
De titel is gebaseerd op een van de voorstudies, waarop Van Doesburg het nummer XXIV (24) schreef gevolgd door de titel ‘Comp.simult.’. Waar dit nummer naar verwijst is niet helemaal duidelijk. Het lijkt eerder aan te sluiten bij de serie Composities, waar hij tot 1924 aan werkte, dan bij de serie Contra-composities, waar hij in 1924 mee begon. Het werk is aan de achterzijde gesigneerd en gedateerd ‘Théo van Doesburg 1929’. Het schilderij werd voor het eerst tentoongesteld op de tentoonstelling Expositions sélectes d'art contemporain, die vanaf 2 oktober 1929 plaatsvond in het Stedelijk Museum in Amsterdam, en moet dus voor die datum zijn voltooid.

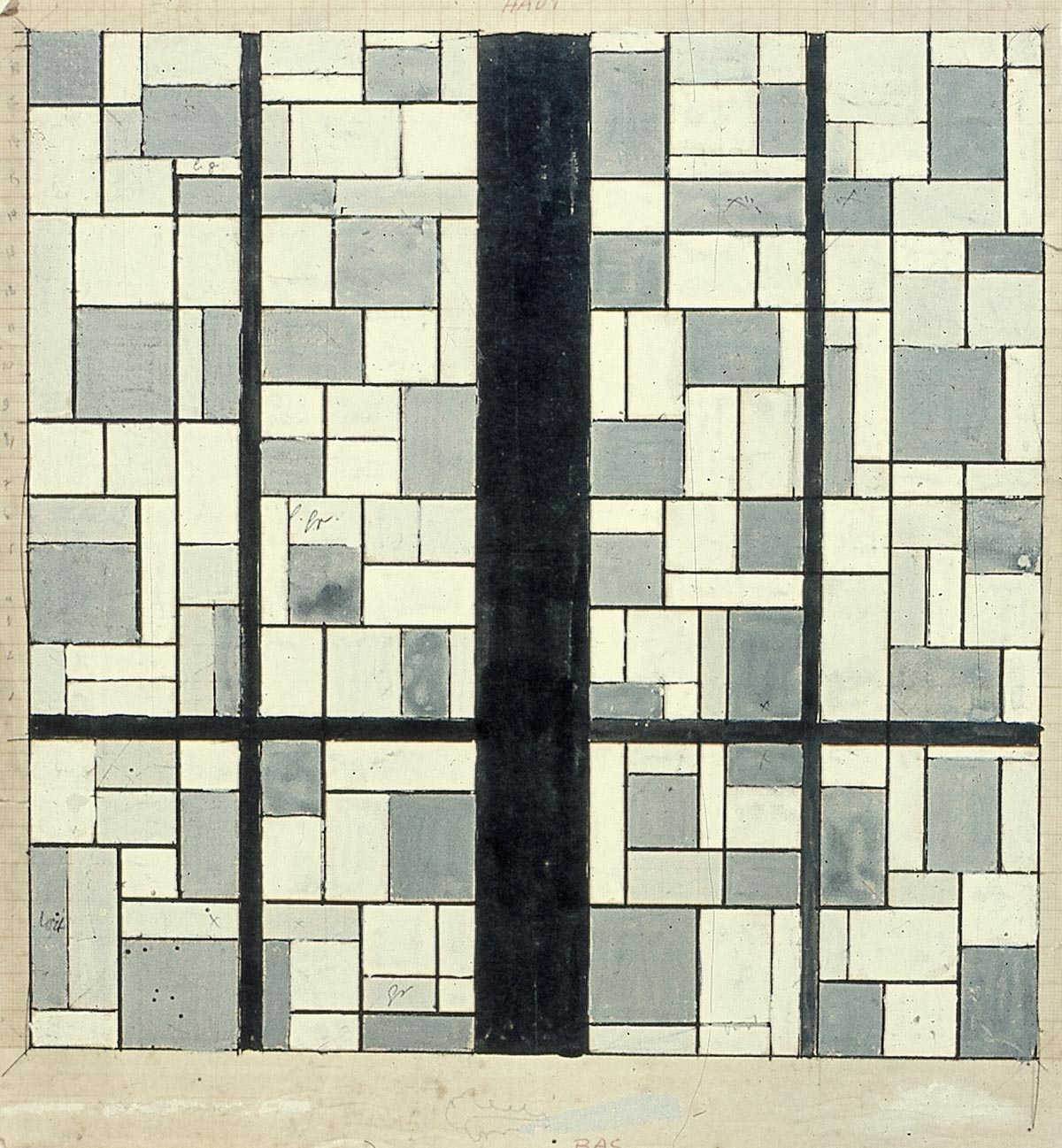
Theo van Doesburg. Ontwerp glas-in-loodraam voor de Raum der Abstrakten, Provinzialmuseum, Hanover. 1925. Oost-Indische inkt en gouache op millimeterpapier. 31,5 × 29 cm. Otterlo, Kröller-Müller Museum.

## Herkomst
Na Van Doesburgs dood kwam Simultane compositie XXIV in het bezit van zijn weduwe, Nelly van Doesburg. In mei 1931, kort na zijn dood, is Nelly van Doesburg in onderhandeling met Alexander Dorner, directeur van het Provinzialmuseum in Hannover, over een schenking uit Van Doesburg nalatenschap aan het museum. Dorner schrijft in een brief gedateerd 2 mei 1931 dat hij interesse heeft in Simultane compositie XXIV. Deze schenking ging echter niet door. Nelly van Doesburg verkocht het in 1948 aan Katherine Dreier en Marcel Duchamp. Dreier en Duchamp kochten het aan voor de Collection Société Anonyme, een collectie moderne kunst in de Verenigde Staten. Deze collectie is tegenwoordig in het bezit van de Yale University Art Gallery in New Haven.